# David Odonkor
David Odonkor (ur. 21 lutego 1984 w Bünde) – niemiecki piłkarz, który grał na pozycji pomocnika. Jego matka jest Niemką, zaś ojciec pochodzi z Ghany. Brązowy medalista MŚ 2006.
W reprezentacji Niemiec debiutował 30 maja 2006 w meczu z Japonią. Jego pojawienie się w składzie reprezentacji Niemiec na mistrzostwa świata 2006 było dużą niespodzianką. Podczas turnieju zagrał w 4 meczach po wejściu z ławki rezerwowych.
Od 1998 roku do lata 2006 był zawodnikiem Borussii Dortmund. Latem przeszedł za 6,5 miliona euro do Realu Betis. W 2011 roku został zawodnikiem klubu Alemannia Aachen. 12 lipca 2012 podpisał roczny kontrakt z Howerłą Użhorod. Przez liczne kontuzje był zmuszony zakończyć karierę piłkarską.

## Sukcesy piłkarskie
- 2002 - mistrzostwo Niemiec
- 2006 - brązowy medal mistrzostw świata w Niemczech
- 2008 - srebrny medal mistrzostw Europy